# Ананиев надпис
Ананиевият надпис е палеографски паметник върху каменен блок, с противобогомилско съдържание. Надписът може да се види в останките от основите на средновековна църква до град Ескус (до село Гиген, Никополско). По палеографски данни надписът датира от края на X век, открит е през 1947 г. от археолога проф. Теофил Иванов. Обстоятелството, че е поставен в храм в Северна България, говори за разпространение на богомилството, извън пределите на Македония и Тракия. Съдържанието на надписа, подканва четящия го „да прокълне еретика“, за да получи божията милост, а отстъпниците са застрашени от проклятие. Тази църковна анатема, поставена на видно място в храма, говори за антибогомилските убеждения на монах Ананий.